# 象州 (柳城市)
象州（ぞうしゅう）は、中国にかつて存在した州。隋代から民国初年にかけて、現在の広西チワン族自治区来賓市一帯に設置された。

## 概要
592年（開皇12年）、隋により設置された。象州は桂林・陽寿・馬平の3県を管轄した。605年（大業元年）、象州は廃止され、その管轄区域は桂州に移管された。607年（大業3年）に州が廃止されて郡が置かれると、桂州は始安郡と改称された。
621年（武徳4年）、唐が蕭銑を滅ぼすと、隋の始安郡桂林県に象州が再設置された。象州は桂林・陽寿・武仙・武徳・西寧の5県を管轄した。638年（貞観12年）、西寧県は廃止されたが、晏州は廃止され、その属県の武化・長風の2県は象州に編入された。666年（乾封元年）、桂林県は廃止された。742年（天宝元年）、武徳県は廃止されたが、象州は象山郡と改称された。758年（乾元元年）、象山郡は象州の称にもどされた。776年（大暦11年）、長風県は廃止された。象州は嶺南道の桂管十五州に属し、武化・武仙・陽寿の3県を管轄した。
974年（開宝7年）、北宋により厳州は廃止され、その属県の来賓県は象州に編入された。象州は広南西路に属し、陽寿・来賓・武化・武仙の4県を管轄した。